# Ezechiel de Decker
Ezechiel de Decker (* um 1603 in Leiden; um 1643) war ein niederländischer Rechenmeister, Landvermesser und Herausgeber von Logarithmentafeln.
De Decker war Lehrer der Rechenkunst und ab 1621 als Bürger in Gouda nachweisbar. 1629 ging er nach Rotterdam, wo er Navigation unterrichtete und ein Buch Praxis der Großen Seefahrt veröffentlichte (Practijck van de Groote Zeevaert). Um 1640 zog er nach Den Haag, wo er Eichmessungen an Fässern durchführte.
De Decker trat 1625 in Kontakt mit Adriaan Vlacq (einem Verleger), um Bücher über Rechenkunst von John Napier, Simon Stevin, Henry Briggs und Decker selbst zu veröffentlichen, was 1626 in Eerste Deel van de Nieuwe Telkunst geschah. 1627 folgten als Tweede Deel die dezimalen Logarithmentafeln von Briggs (Arithmetica Logarithmica, 1624), die aber vervollständigt waren um die Zahlen von 20.000 bis 90.000, die bei Briggs fehlten. Gegenüber Briggs waren die Logarithmen von 14 auf 10 Dezimalstellen gekürzt. Die erste Auflage unter dem Namen von de Decker fand nur beschränkte Verbreitung, die zweite 1628 unter dem Namen von Vlacq war dagegen sehr erfolgreich und Vlacq gab auch fremdsprachige Ausgaben heraus.
Da Vlacq anscheinend ohne Widerspruch von Decker die weiteren Auflagen herausbrachte, wurde lange angenommen (z. B. Dirk Struik), dass Vlacq den wesentlichen Anteil an deren Erstellung hatte. Dem ist in jüngster Zeit widersprochen worden, da der Hintergrund von Vlacq der eines Buchhändlers und Verlegers war, nicht der eines Mathematikers. Vlacq hat wahrscheinlich die Übersetzung erstellt (De Decker beherrschte Latein nur unvollkommen) und die Bücher finanziert.